# Los Ampex
Los Ampex o The Ampex fue una banda bogotana de la década de 1960. Se derivó de otra banda, Los Goldfingers. Fue una de las bandas más populares de esa época junto con Los Speakers, Los Flippers, Los Yetis y The Young Beats.

## Historia
Los Ampex nacieron a partir de la participación de los Goldfingers en el programa televisivo "El Club del Clan", pues allí fueron vistos por Harold Orozco, quien los recomendó con Alfonso Lizarazo. Luego de ello, fueron incorporados a la gira Milo a Go-Go, que consistía en llevar la música de la nueva ola a las principales ciudades de Colombia entre mediados del año 1966 y finales de 1967. Bajo la producción de Alfonso Lizarazo grabaron su primer EP, Inferno A-go-go, y después The Ampex, su primer disco de larga duración (LP), ambos para Estudio 15.
Con Discos Fuentes grabarían su segundo y último disco en 1967 con versiones de canciones originales de Paul Revere & The Raiders, The Rolling Stones, The Byrds, The Hunters, The Easybeats, The Yardbirds, The Executives, The Lovin' Spoonful y The Wailers.
Los Ampex eran bien conocidos en los estudios de grabación por su destreza y capacidad de asimilar rápidamente los arreglos complejos, hacían pistas de acompañamiento para las estrellas en solitario del momento, como Harold Orozco, Vicky, Marcel, María Elvira, J. Mario, Óscar Golden y otros. Entablaron gran amistad con Óscar Golden y como resultado de esto viajaban a muchas ciudades de Colombia realizando bastantes eventos privados con él.
Los Ampex se disolvieron porque la escena musical en Colombia estaba desapareciendo, era fin del sonido Beat; un nuevo sonido venía del extranjero: el rock psicodélico. Óscar Ceballos y Jaime Rodríguez se retiraron pero Óscar Lasprilla y Yamel Uribe empezaron a hacer planes para formar algo moderno al estilo de la nueva entrante música. Estos dos se dieron cuenta de que había otros músicos de otras bandas que estaban en las mismas circunstancias que ellos, era el italiano Roberto Fiorilli (batería) que venía de la apenas disuelta banda The Young Beats, y Fernando Córdoba (guitarra) también integrante de este grupo. Nace así de esta manera The Time machine (La Máquina del Tiempo) y se desintegran Los Ampex.
En 2021 la disquera española Munster Records reedita el segundo disco de Los Ampex en formato vinilo.

## Discografía
- Los Ampex (EP), Estudio 15 (1966)
- Colección Infierno a go-gó (LP), Estudio 15 (1966)
- The Ampex (LP), Discos Fuentes (1967)

## Integrantes
- Óscar Lasprilla (guitarra, voz).
- Yamel Uribe (bajo, voz).
- Óscar Ceballos (batería).
- Jaime Rodríguez (guitarra rítmica, voz).